# Xã Bolton, Quận Cowley, Kansas
Xã Bolton (tiếng Anh: Bolton Township) là một xã thuộc quận Cowley, tiểu bang Kansas, Hoa Kỳ. Năm 2010, dân số của xã này là 1.705 người.